# Erlebert
Erlebert (595-) est un noble franc de Neustrie du VIIe siècle.
Seigneur de Quernes, Erlebert appartient probablement à la famille des Robertiens et serait ainsi, avec son frère Robert, le plus ancien membre connu de cette lignée, ainsi que l'ancêtre de tous ses autres membres connus. Par extension, il serait donc le plus ancien ancêtre en ligne agnatique de tous les rois de France depuis Hugues Capet.
Il eut pour fils :
- Lambert de Lyon ou Saint Lambert, second abbé de Fontenelle, puis évêque de Lyon en 678.

Erlebert donna le village de Quernes à saint Omer en 639 pour qu'il y fonde une église.